# عصفور كينيا
عصفور كينيا (الاسم العلمي: Passer rufocinctus) (بالإنجليزية: Kenya Sparrow)‏ هو نوع من الطيور يتبع جنس العصفور من فصيلة عصافير العالم القديم.